# Kurubarahalli, Tiptur
Kurubarahalli là một làng thuộc tehsil Tiptur, huyện Tumkur, bang Karnataka, Ấn Độ.